# Кубок Испании по футболу 1911
Кубок Испании 1911 — 10-й розыгрыш Кубка Испании по футболу. Турнир прошел 9-15 апреля 1911 года, победителем стал клуб Атлетик Бильбао

## Участники
Предварительно было заявлено 13 клубов:
- Реал Сосьедад Химнастик (Мадрид)
- Атлетик Бильбао
- Барселона
- Фортуна де Виго
- Депортиво
- Бильбао
- Эспаньол
- Эспаньол Мадрид
- Расинг де Ирун
- Академия искусств (ФК)
- Академия Кабальерия де Вальядолид
- Академия Инженерии
- Академия Инфантерии

До начала турнира от участия отказался Эспаньол Мадрид, команды Академия Инженерии  и Депортиво отказались от участия в связи с несогласием присутствия в составах некоторых команд иностранных игроков.
По ходу турнира из-за споров снялись с соревнований Барселона (была дисквалифицирована), Реал Сосьедад Химнастик (Мадрид), а также отозванная в свой полк Академия Кабальерия де Вальядолид.

## Споры
- После матча Атлетик Бильбао — Фортуна де Виго клуб Реал Сосьедад Химнастик (Мадрид) подал протест на участие в команде Атлетика нескольких иностранцев, в том числе двух англичан. Федерация отклонила требование, в ответ на что клуб заявил о намерении сняться с турнира. Реал Сосьедад Химнастик (Мадрид) поддержало ещё несколько клубов. Атлетик Бильбао отказался переиграть матч, но принял решение иностранцев в турнире далее не использовать. (Это привело к последующему решению клуба использовать в дальнейшем только баскских футболистов. Результат предварительной встречи остался в силе, матч переигран не был.)
- В четвертьфинале Реал Сосьедад Химнастик (Мадрид) потерпел крупное поражение от Барселоны (4:0) и подал очередной иск о переигровке без участия в составе каталонцев трех иностранцев (братьев Перси и Чарльза Уоллес и Луиса Рене), на сей раз федерация приняла решение о переигровке матча. Барселона сославшись на прецедент с Атлетиком отказалась и была дисквалифицирована
- В полуфинальной игре с Атлетик Бильбао команда Реал Сосьедад Химнастик (Мадрид) проигрывая 0:2 ушла во втором тайме с поля в знак протеста против «снисходительностью арбитра к грубой игре Атлетика»…

## Предварительный раунд
| Атлетик Бильбао                     | 2–0 | Фортуна де Виго |
| ----------------------------------- | --- | --------------- |
| Мартин Вейч · Алехандро Смит Ибарра |     |                 |

| Бильбао | 2–1 | Академия Искусств фк |
| ------- | --- | -------------------- |
| ? · ?   |     | ?                    |

## Четвертьфиналы
| Эспаньол              | 6–0 | Академия Инфантерии |
| --------------------- | --- | ------------------- |
| ? · ? · ? · ? · ? · ? |     |                     |

| Академия Кабальерия де Вальядолид | 1–0 | Расинг де Ирун |
| --------------------------------- | --- | -------------- |
| ?                                 |     |                |

| Барселона                                                | 4–0 | Реал Сосьедад Химнастик (Мадрид) |
| -------------------------------------------------------- | --- | -------------------------------- |
| Перси Уоллес · Перси Уоллес · Перси Уоллес · Патулло · ? |     |                                  |

| Атлетик Бильбао                                               | 4–1 | Бильбао                 |
| ------------------------------------------------------------- | --- | ----------------------- |
| Северино Зуазо · Хосе Мария Белаусте · Ремиджио Иза · Арбаиза |     | Рафаэль Морено "Пичичи" |

## Полуфиналы
| Атлетик Бильбао              | 2–0 (не доигран) | Реал Сосьедад Химнастик (Мадрид) |
| ---------------------------- | ---------------- | -------------------------------- |
| Мартин Вейч · Северино Зуазо |                  |                                  |

| Эспаньол | +:- (не состоялся) | Академия Кабальерия де Вальядолид |
| -------- | ------------------ | --------------------------------- |
|          |                    |                                   |

## Финал
| Атлетик Бильбао                             | 3–1 | Эспаньол |
| ------------------------------------------- | --- | -------- |
| Мартин Вейч · Луис Белонде · Маноло Герника |     | Неира    |